# 居山駅
居山駅（コサンえき）は朝鮮民主主義人民共和国咸鏡南道北青郡に位置する朝鮮民主主義人民共和国鉄道省平羅線の駅である。

## 歴史
- 1927年12月1日：開業[1]。
- 日時不明：平羅線に編入。